# Hajrhandulán járás
Hajrhandulán járás (mongol nyelven: Хайрхандулаан сум) Mongólia Dél-Hangáj tartományának egyik járása. Területe 4138 km². Népessége kb. 3400 fő.
Székhelye 72 km-re fekszik Arvajhér tartományi székhelytől.